# Igelkotten i dimman
Igelkotten i dimman (ryska: Ёжик в тума́не, Józjik v tumáne) är en sovjetisk dockanimerad kortfilm från 1975, regisserad och animerad av Jurij Norsjtejn. Regissörens hustru, Frantjeska Jarbusova, medverkade som art director.
År 1979 producerades en svenskdubbad version.

## Handling
Igelkotten går ut för sitt kvällsbesök hos sin vän Lilla Björn. Varje kväll möts de två för att dricka te och räkna stjärnorna. Igelkotten har dessutom lite hallonsylt som en speciell godbit till Lilla Björn denna kväll. En uggla, en berguv med olycksbådande uppsyn, börjar att förfölja Igelkotten när han kommer ut.
När Igelkotten vandrar genom skogen, ser han en vacker vit häst. Men medan Igelkotten betraktar hästen, försvinner den i den täta dimman. Nyfiken huruvida hästen kommer att drunkna i dimman, beslutar sig Igelkotten för att själv utforska dimman. Medan han anländer till en dal, är dimman snart så tjock att Igelkotten går vilse.
Igelkotten tror att han har fått se den vita hästen igen, men upptäcker istället ett löv som faller ned. En snigel med skal färdas på lövet. Igelkotten försöker att röra vid snigeln, men den glider iväg mystiskt och försvinner. En annan skugglik varelse, vilken liknar en elefant, uppenbarar sig. Den är så stor och skrämmande att Igelkotten springer iväg, men han överraskas av en svart fladdermus istället. Den vita hästen syns i glimtar medan allt sker.
Slutligen får Igelkotten se den största skepnaden av dem alla. Han sätter ned sin sylt, plockar upp en pinne och petar på den stora skepnaden och märker att den är ett ihåligt träd. Plötsligt inser han att han har tappat sin sylt och söker frenetiskt efter den, bara för att märka att han är omringad av ugglan, fladdermusen och den skugglika elefanten. Han blir alltmer förvirrad och rädd tills en vänlig hund framträder ur dimman och återlämnar sylten till Igelkotten.
Igelkotten försöker finna en väg ut ur dimman, men faller ned i en flod. Han är uppgiven och låter floden föra honom vart den vill, men en mystisk röst frågar honom "Vem är du, och hur hamnade du här?". Rösten (som antyds tillhöra en fisk) tar honom till stranden. Där märker Igelkotten att han är i skogen igen, fri från dimman. Igelkotten tackar sin räddare.
Igelkotten återupptar sin resa. Han möts av Lilla Björn som har sökt efter sin vän. Först bannar han Igelkotten för att vara så sen att teet har kallnat och elden har slocknat, men sedan erkänner Lilla Björn att han var orolig att något illa hade hänt med Igelkotten och att det inte skulle finnas någon att beskåda stjärnorna med.
De två vännerna sitter vid elden och dricker sitt te. Lilla Björn berättar igen och igen om hur glad han är att ha funnit sin vän, men Igelkotten stirrar i tystnad på stjärnorna, och undrar vad det blev av den vita hästen.

## Rollista
| Roll                                  | Rysk röst           | Svensk röst    |
| ------------------------------------- | ------------------- | -------------- |
| Berättaren (Рассказчик, Rasskaztjik)  | Aleksej Batalov     | Frej Lindqvist |
| Igelkotten (Ёжик, Jozjik)             | Maria Vinogradova   | Lis Nilheim    |
| Lilla Björn (Медвежонок, Medvezjonok) | Vjatjeslav Nevinnyj | Frej Lindqvist |